# Gundam
Gundam ist die Bezeichnung für ein japanisches Science-Fiction-Universum, das vom Spielzeughersteller Bandai mit der Fernsehserie Mobile Suit Gundam im Jahr 1979 initiiert und seitdem durch verschiedene Produktionen fortgesetzt wurde. Teil dieses Franchise ist eine Vielzahl von Anime-Fernsehserien, OVAs, Kinofilmen, Modellbausätzen, Mangas und Videospielen.

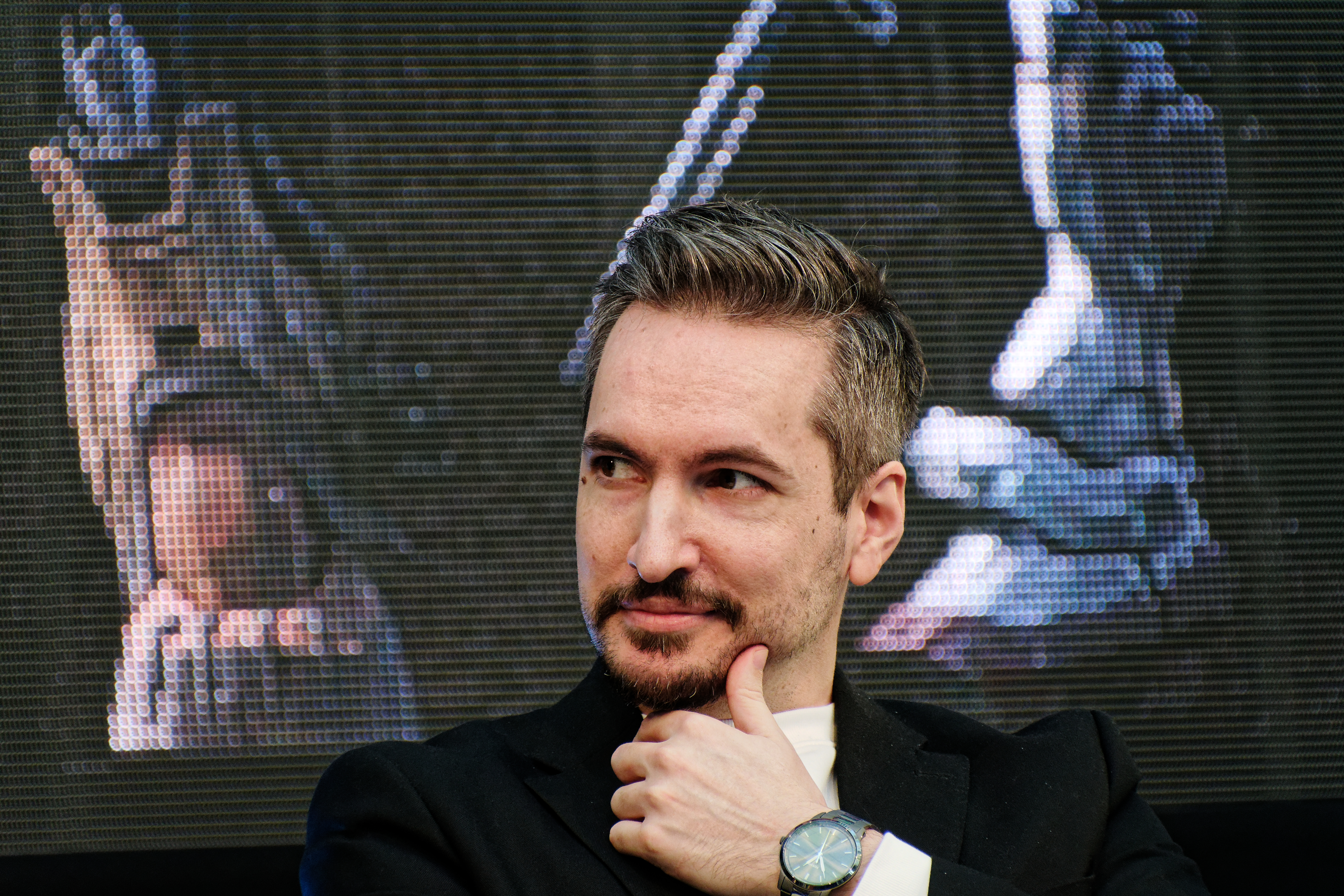
Sein Regiedebüt hat Erasmus Brosdau bei Gundam: „Requiem for Vengeance“

Im Zentrum des Geschehens befinden sich gigantische, humanoid aussehende Roboter, sogenannte Mechas, die Mobile Suit genannt werden, allen voran die Gundam-Mobile Suits, welche mit ihren Piloten die jeweilige Spitze des technologischen und kämpferischen Könnens darstellen.

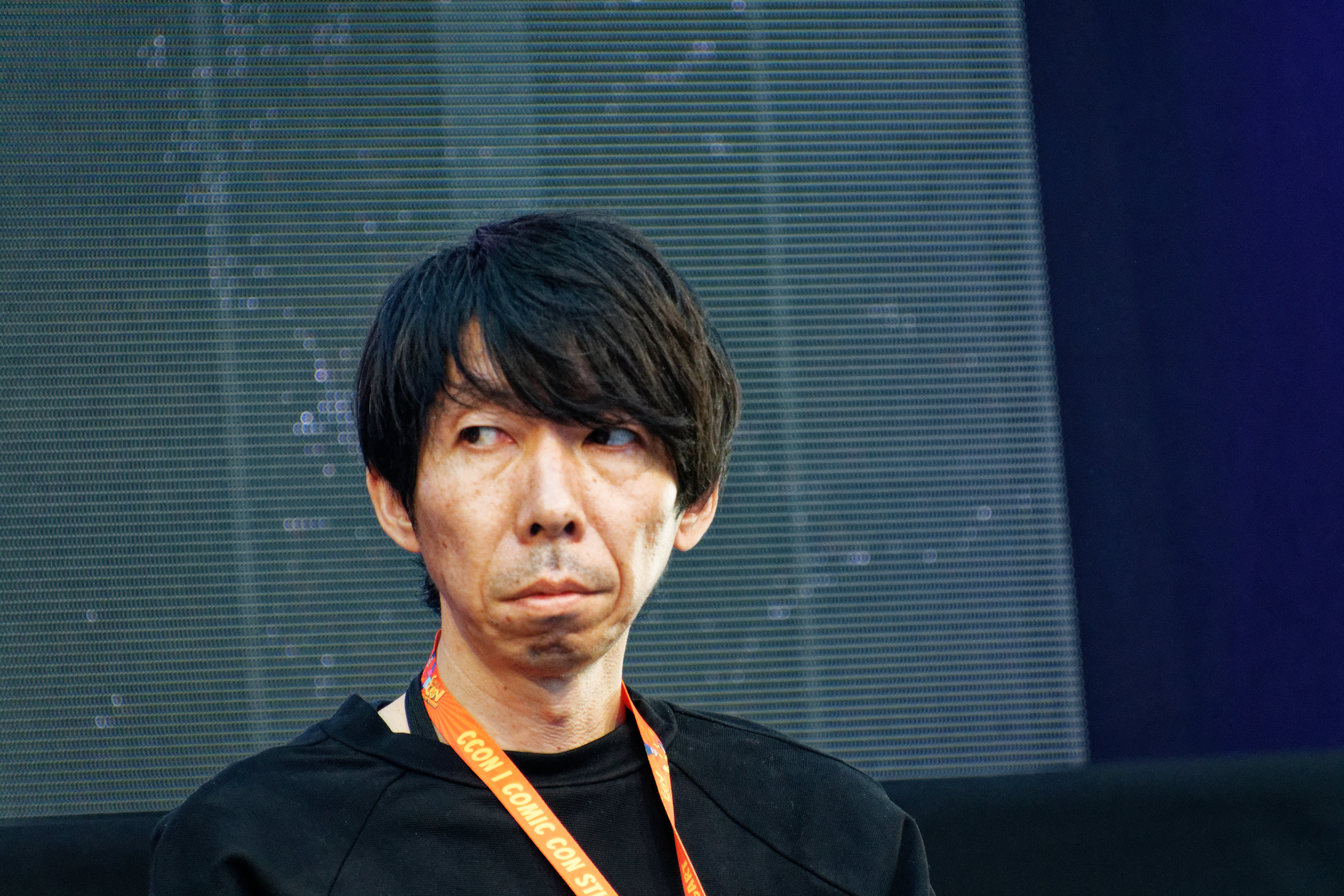
Naohiro Ogata ist Produzent im GUNDAM-Franchise

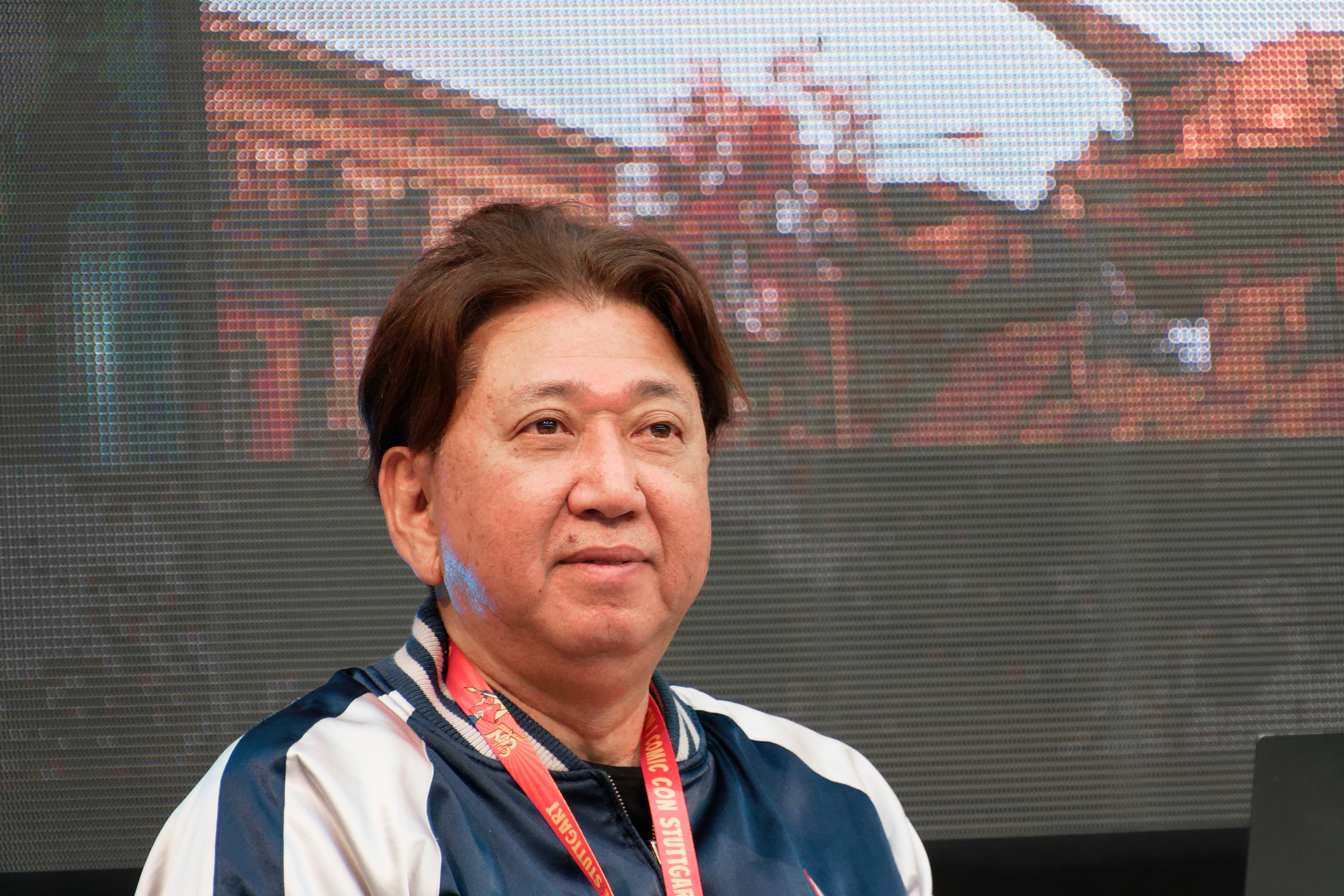
Ken Iyadomi ist ebenfalls Produzent im GUNDAM-Franchise

## Der Gundam
Der Begriff „Gundam“ bezieht sich in der Regel auf eine in Gundam-Animeserien, OVAs, Mangas und Kinofilmen vorkommende, menschengesteuerte „Mobile Suit“-Kampfmaschine mit serienübergreifend wiedererkennbaren Merkmalen (Ausnahme: ∀ Gundam). In der Regel sind Gundams u. a. vom jeweiligen Helden gesteuerte Prototypen oder einzigartige Kampfmaschinen und haben auffallend hohe Leistungen im Kampf verglichen mit anderen Mobile Suits der jeweiligen Geschichte.
Das Wort selbst ist ein Backronym, das je nach Gundam-Universum/Zeitleiste und Modell/Einsatzgebiet eine andere Bedeutung erfährt: Während das Originale Mobile Suit Gundam und andere Serien im "Universal Century" Ära einen Gundam als "General Utility Non-Discontinuity Augmented Maneuvering (System) bezeichnet, so findet sich in Gundam SEED und Gundam SEED Destiny des "Cosmic Eras" der Begriff als Akronym für "General Unilateral Neuro-link Dispersive Autonomic Maneuver", "Gunnery United Nuclear-Duetrion Advanced Maneuver (System)" oder "Gigantic Unilateral Numerous Dominating Ammunition" wieder.

## Handlung

### Zeitleisten und Universen
Ein Merkmal der verschiedenen Gundamserien ist, dass des Öfteren die gleiche Hintergrundgeschichte benutzt wird. Es variieren allerdings die Schauplätze, spezielle Konflikte, die Charaktere und das fiktive „Zeitalter“. Während einige Gundamserien in erster Linie aufeinanderfolgende Geschichten erzählen, beschreiben andere Geschehnisse, die parallel zu einer existierenden Geschichte passieren, da sich die Zeiträume, in denen sich die Handlungen abspielen, überschneiden. Dabei dient die jeweils früher produzierte Geschichte als Hintergrundinformation, „historische“ Ereignisse im jeweiligen fiktiven Universum wiederholen sich am gleichen Datum, die Haupthandlung aber wird von einer anderen Perspektive mit anderen Protagonisten in einer eigenen Geschichte erzählt. Es gibt auch mehrere Universen mit eigens benannter Zeitleiste, auf deren Namen man sich bezieht, um das jeweilige Universum zu nennen. Diese besitzen jeweils miteinander anders als bei den Serien innerhalb des jeweiligen Universums/der jeweiligen Zeitleiste in keiner Weise (geschichtlichen) Zusammenhang, mit Ausnahme der Existenz von Gundams.

### Gundam-Zeitlinien
U.C. (Universal Century)
Dies ist die ursprüngliche Zeitlinie, in der sich unter anderem die allererste Gundamserie abspielt. Der bekannteste Handlungsstrang des U.C. ist der Konflikt zwischen der Erdföderation und dem Herzogtum Zeon. Das U.C. beinhaltet eine Reihe aufeinanderfolgender Serien, die von vielen als die „Hauptgeschichte“ angesehen werden, da sie die Originalgeschichte weitererzählen. Amuro Ray, der erste Protagonist, sein Rivale Char Aznable sowie weitere Charaktere der ersten Gundamserie kommen in weiteren Serien der UC-Zeitlinie vor.
F.C. (Future Century)
Im Future Century spielt mit Mobile Fighter G Gundam eine Art Kampfsportsaga. Hier wird der Begriff „Mobile Suit“ durch „Mobile Fighter“ (MF) ersetzt und Gundams besitzen durch das sogenannte „Mobile Trace System“ die Eigenschaft, Bewegungen der Piloten nachzuahmen.
A.C. (After Colony)
In diesem Universum findet vorrangig die auch in der westlichen Welt bekannte Gundam Wing-Serie statt. Auffallend hierbei ist die große Übermacht der Gundam genannten Maschinen im Vergleich zum Umfeld.
A.W. (After War)
Eine eigens für After War Gundam X geschaffene Zeitlinie, deren Geschichte mit derjenigen der anderen Serien auf kaum eine Weise zusammenhängt, sofern man sie nicht als Was-wäre-wenn-Szenario des Universal Century versteht. Während des letzten Krieges stürzten die Raumkolonien auf die Erde, die Verheerungen löschten fast die gesamte Menschheit aus.
C.C. (Correct Century)
Diese Zeitlinie beinhaltet die Serie ∀ Gundam („Turn A Gundam“), die ebenfalls keine wesentlichen inhaltlichen Zusammenhänge zu irgendeiner anderen Gundam-Serie aufweist. Die Designs der Mobile Suits sind im Vergleich zu fast allen anderen Gundam-Veröffentlichungen hochgradig unkonventionell, sogar das Aussehen des Gundam getauften Mobile Suits weicht stark von bewährten Designs aus den anderen Serien und Filmen ab. Die Entdeckung augenscheinlich mit den ursprünglichen Zakus identischer MS-Einheiten – ausgegrabene Relikte aus ferner Vorzeit – und die Wiedergabe von Bildmaterial aus dem sogenannten Schwarzen Zeitalter lassen einen Zusammenhang zu U.C. vermuten.
C.E. (Cosmic Era)
Hier spielen sich die Serien Gundam SEED und ihr Nachfolger Gundam SEED Destiny sowie die zwei Bonusclips namens Gundam SEED ASTRAY und die über das Internet veröffentlichte Miniserie GUNDAM SEED STARGAZER ab.
A.D. (Anno Domini)
In unserer Zeitrechnung spielt Gundam 00. Hier wurde der Begriff Gundampilot durch den deutschen Begriff Gundam-Meister ersetzt. Es zeichnet sich dadurch aus, dass viele Elemente zum ersten Mal innerhalb des ganzen Gundam-Universums vorkommen, beispielsweise hochentwickelte außerirdische Lebensformen und die Unterteilung in zwei Staffeln (plus abschließender Film).
A.G. (Advanced Generation)
Die Handlung von Gundam AGE erstreckt sich über einen Zeitraum von rund 100 Jahren.
R.G. (Regild Century)
Die dreizehnte Gundam-TV-Serie Reconguista in G (2014–15) ereignet sich in einer separaten Chronologie, die allerdings nach den Ereignissen U.C. und C.C. Zeitlinie stattfinden. 500 Jahre nach Turn A Gundam laut Yoshiyuki Tomino.
P.D. (Post Disaster)
Ein weiteres Novum ist Gundam Iron-Blooded Orphans (2015–17), in dem erstmals nur ballistische Feuerwaffen und vielerlei simple Schlagwaffen gebräuchlich sind. Auch dienen die Gundams, allesamt Relikte aus dem letzten Krieg, einem historischen Zweck.

### Die Kolonien
Die Kolonien sind kilometerlange Zylinder, meist sogenannte O’Neill-Kolonien, deren Wände teils aus Fenstern bestehen, teils (auf der Innenseite) das Land der Kolonie tragen. Große Reflektoren sammeln das Sonnenlicht und werfen es durch die Fenster auf das Land der Kolonie. Auf diesem Boden sind Landschaften nebst Gewässern und Städten angelegt worden. Durch die Rotation der Zylinder um die Längsachse wirkt die Zentrifugalkraft als künstliche Schwerkraft innerhalb der Kolonie. An den Enden der Koloniezylinder sind die Weltraumbahnhöfe bzw. große Laserwaffen untergebracht. Die Kolonien sind an den Lagrangepunkten positioniert. Zudem werden die Kolonien im Extremfall selbst als Waffen verwendet, indem man diese gewaltigen Stationen absichtlich auf die Erde stürzen lässt (Colony Drop), wobei Krater von hunderten Kilometer Durchmesser entstehen und ganze Landstriche verwüstet werden können.

## Anime

### Fernsehserien
- Mobile Suit Gundam (43 Folgen, April 1979–Januar 1980)
- Mobile Suit Zeta Gundam (50 Folgen, März 1985–Februar 1986)
- Mobile Suit Gundam ZZ (47 Folgen, März 1986–Januar 1987)
- Mobile Suit Victory Gundam (51 Folgen, April 1993–März 1994)
- Mobile Fighter G Gundam (49 Folgen, April 1994–März 1995)
- Gundam Wing (49 Folgen, April 1995–März 1996)
- Gundam X (39 Episoden, April 1996–Dezember 1996)
- Turn A Gundam (50 Folgen, April 1999–April 2000)
- Gundam Seed (50 Folgen, Oktober 2002–September 2003)
- SD Gundam Force (52 Folgen, 2004, im Super-Deformed-Stil)
- Mobile Suit Gundam Seed Destiny (50 Folgen, Oktober 2004–Oktober 2005)
- Mobile Suit Gundam 00 (2x25 Folgen, Oktober 2007–März 2009)
- Kidō Senshi Gundam Age (49 Folgen, Oktober 2011–September 2012)
- Gundam Build Fighters (50 Folgen, Oktober 2013–März 2014)
- Gundam Reconguista in G (26 Folgen, Oktober 2014–März 2015)
- Mobile Suit Gundam: Iron-Blooded Orphans (2x25 Folgen, Oktober 2015–April 2017)
- Gundam Build Divers (25 Folgen, April 2018–September 2018)
- Mobile Suit Gundam: The Witch from Mercury (Oktober 2022-)

### OVAs
- Gundam 0080: War in the Pocket (6 Folgen, 1989)
- Mobile Suit SD Gundam Mk III (6 Folgen, 1990)
- SD Gundam Sidestory (4 Folgen, 1990/91)
- SD Gundam Musha, Knight, Commando (2 Folgen, 1991)
- Gundam 0083: Stardust Memory (13 Folgen, 1991/92)
- Gundam Wing: Odd & Even Numbers (4 Folgen 1996)
- Mobile Suit Gundam: The 08th MS Team (12 Folgen, 1996–1999)
- Gundam Wing: Endless Waltz (3 Folgen, 1997)
- Gundam Evolve (15 Folgen, 2001–2005)
- Mobile Suit Gundam MS IGLOO: The Hidden One-Year War (3 Folgen, 2004)
- Mobile Suit Gundam MS IGLOO: Apocalypse 0079 (3 Folgen, 2006)
- Kidō Senshi Gundam MS IGLOO 2: Jūryoku Sensen (3 Folgen, 2008)
- Mobile Suit Gundam Unicorn (7 Folgen, 2010–2014)
- Mobile Suit Gundam the Origin (6 Folgen, 2015-2018)

### Web-Anime
- Mobile Suit Gundam SEED C.E. 73: Stargazer (3 Folgen, 2006)
- Gundam Build Divers Re:Rise (2 × 13 Folgen, Oktober 2019-August 2020)

### Kinofilme
- Gundam 0079 1-3 (1981/82, Zusammenfassung der Originalserie)
- Gundam: Char's Counterattack (1988)
- Super Deformed Gundam's Counterattack (1989, Parodie auf Char's Counterattack)
- Gundam 0123: Formula 91 (1991)
- Mobile Suit Gundam 0083: Zion no Zankō (1992)
- Gundam Wing: Endless Waltz (1998)
- Mobile Suit Gundam: The 08th MS Team – Miller's Report (1998)
- Gundam Neo Experience 0087 - Green Divers (2001)
- Turn A Gundam 1-2 (2002)
- Mobile Suit Gundam 00 1-3 (2009/10)
- SD Gundam Sangokuden Brave Battle Warriors (2010)
- Mobile Suit Gundam 00 the Movie: A Wakening of the Trailblazer (2010)
- Gundam Build Fighters Try (2016)
- Mobile Suit Gundam Thunderbolt 1-2 (2016/17)
- Mobile Suit Gundam: Twilight AXIS (2017)
- Gundam Build Fighters: GM's Counterattack (2017)
- Mobile Suit Gundam Narrative (2018)
- Gundam Reconguista in G 1-5 (2019-)
- Mobile Suit Gundam: Hathaway's Flash 1-3 (2020-)
- Mobile Suit Gundam: Cucuruz Doan's Island (2022)

## Realverfilmungen
- G-Savior (2002)

## Roboter
Das Franchiseunternehmen Gundam in Yokohama errichtete im Laufe des Jahres 2020 den 18 Meter hohen und 25 Tonnen schweren, beweglichen Riesenroboter Gundam RX-78-2. Nach sechsjähriger Entwicklungszeit wacht der Riesenroboter als Touristenattraktion über das dortige Hafengebiet. Der Riesenroboter, in dem sich ein Cockpit befindet und dessen Hände je zwei Meter lang sind, kann auf die Knie sinken. Hergestellt hat den Riesenroboter das Unternehmen „Gundam Factory Yokohama“ unter Geschäftsführer Shin Sasaki.